# Карповка (Акбулакский район)
Карповка — село в Акбулакском районе Оренбургской области. Входит в состав Карасаевского сельсовета.

## География
Село расположено недалеко от районного центра — Акбулака.
Часовой пояс
Село Карповка как и вся Оренбургская область, находится в часовой зоне МСК+2. Смещение применяемого времени относительно UTC составляет +5:00.

## Население
| 2010 |
| ---- |
| 307  |